# EDISOFT
A Edisoft é uma empresa portuguesa de tecnologia de hardware e software, fundada em 1988.Atualmente trabalha no desenvolvimento de sistemas de defesa e de tecnologia aeroespacial - encontrando-se a trabalhar no sistema Datalinks para a Marinha Sul-Coreana e no sistema GISAR para a ESA.
Atualmente esta empresa realiza projetos em quatro áreas de negócio:
- Defesa e Segurança
- Sistemas espaciais
- Soluções integradas de negócio
- Sistemas de decisão de base geográfica

A Edisoft foi a primeira empresa portuguesa reconhecida em Setembro de 2004 com a classificação CMM Nível 2.[carece de fontes?] Estabelecido pelo Instituto de Engenharia de Software português, o Modelo de Capacidade de Maturidade (CMM) é uma abordagem metodológica em cinco fases que analisa o desenvolvimento e implementação de projetos de engenharia de software e certifica o grau de cumprimento, por parte da Empresa, dos mais exigentes e rigorosos critérios de qualidade e de desempenho.